# Mehrfamilienhaus Neue Reihe 39

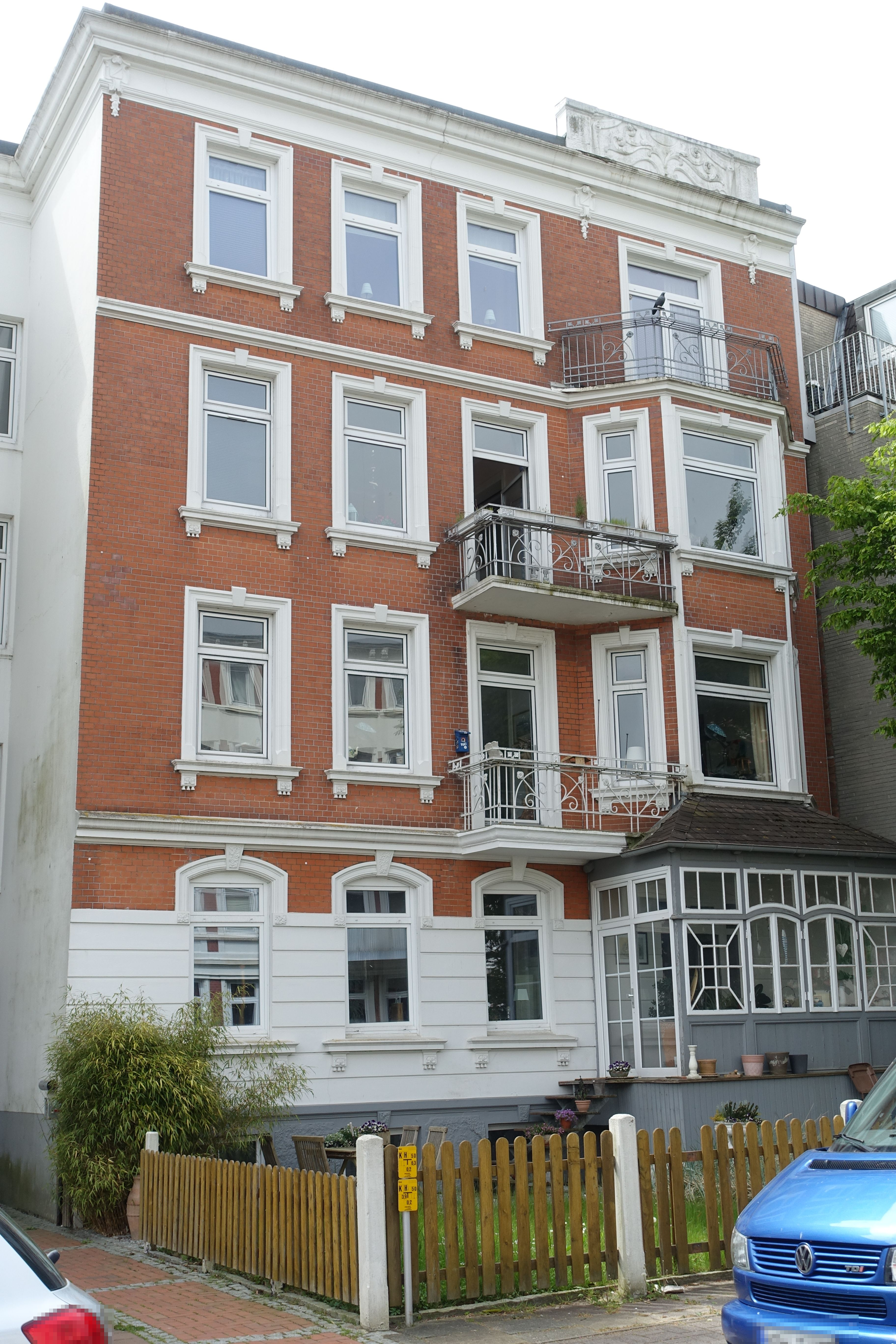
Neue Reihe 39

Das Mehrfamilienhaus Neue Reihe 39, südlich des Deiches, in der niedersächsischen Kreisstadt Cuxhaven im Landkreis Cuxhaven stammt vom Anfang des 20. Jahrhunderts.
Aktuell (2024) wird es durch Wohnungen genutzt.
Das Gebäude steht unter Denkmalschutz (siehe auch Liste der Baudenkmale in Cuxhaven).

## Geschichte und Beschreibung
Vom Alten Hafen ausgehend, entstand nach 1790 eine Häuserzeile. Die Neue Reihe wurde in der Nähe des Hafens eine bevorzugte Wohngegend für Lotsen. Eine Gruppe von vierzehn unterschiedlichen ein- bis viergeschossigen (im Westen) Wohnbauten in Backstein entstand von 1898 bis 1902 und 1908 an der der Südseite der Neuen Reihe mit den Nr. 39 bis 50.
Das viergeschossige traufständige verklinkerte Gebäude mit Flachdach wurde 1908 hier als jüngstes Haus gebaut. Die steinsichtige Straßenfassade wurde gestaltet mit Putzelementen als Scheinquaderung im Erdgeschoss, Fenster- und Türrahmungen, zwei geschossteilenden Gesimsen sowie Traufgesims und Attika. Im Erdgeschoss befindet sich ein Wintergarten, in den Obergeschossen Balkone mit schmiedeeisernen Brüstungen. Der seitliche Eingang ist zurückversetzt.
Das Landesdenkmalamt befand u. a.: „… Einheitlich ist die Gestaltung als verputzte Massivbauten mit barockisierendem Putzdekor, manchmal sind Teile der Straßenfassaden auch backsteinsichtig gestaltet.“